# Paul Johnson (Squashspieler)
Paul „PJ“ Johnson (* 18. Juli 1972 in London) ist ein ehemaliger englischer Squashspieler.

## Karriere
Im Januar 1990 gab Paul Johnson sein Tourdebüt. In seiner Karriere gewann er insgesamt sechs Titel auf der PSA World Tour und erreichte mit Rang vier im Dezember 1998 seine höchste Platzierung in der Weltrangliste. Zu seinen größten Erfolgen zählen insgesamt sieben Mannschaftstitel bei Europameisterschaften mit der englischen Nationalmannschaft. Auch bei Weltmeisterschaften zählte er 1999 und 2001 zum englischen Aufgebot. Bei den Commonwealth Games 1998 gewann er gemeinsam mit Mark Chaloner die Goldmedaille im Doppel, im Einzel gewann er zudem Bronze. 2002 konnten er und Chaloner nochmals Bronze gewinnen. Im Jahr 1999 gewann er zudem die Britische Landesmeisterschaft. Paul Johnson beendete seine Karriere 2002.
Seit seinem Rücktritt ist Paul Johnson unter anderem als Live-Kommentator auf der PSA World Tour aktiv.

## Erfolge
- Europameister mit der Mannschaft: 7 Titel (1996–2002)
- Gewonnene PSA-Titel: 6
- Commonwealth Games: 1 × Gold (Doppel 1998), 2 × Bronze (Einzel 1998, Doppel 2002)
- Britischer Meister: 1999